# Foveosculum magnum
Foveosculum magnum là một loài tò vò trong họ Ichneumonidae.